# Shafia Zubair
Shafia Zubair là một chính khách Ấn Độ đến từ Rajasthan và là đảng viên của Đảng Quốc đại Ấn Độ. Bà được bầu làm thành viên của Hội đồng Lập pháp Rajasthan tại Ramgarh, Alwar vào ngày 31 tháng 1 năm 2019. Bà đã đánh bại đối thủ gần nhất từ Đảng Bharatiya Janata với cách biệt 12.221 phiếu. Bà là vợ của Thư ký Ủy ban Quốc hội Toàn Ấn Độ Zubair Khan.